# Eriospermum orthophyllum
Eriospermum orthophyllum là một loài thực vật có hoa trong họ Măng tây. Loài này được (Archibald) P.L.Perry mô tả khoa học đầu tiên năm 1994.